# 维塔利·鲍里索维奇·叶菲莫夫
维塔利·鲍里索维奇·叶菲莫夫（俄语：Виталий Борисович Ефимов，羅馬化：Vitaliy Borisovich Yefimov，1940年4月4日—） 是俄罗斯政治人物，第6届、第7届、第8届国家杜马代表。
1967年至1991年，叶菲莫夫是苏联共产党党员。1976年至1983年任俄罗斯联邦公路运输部伏尔加-维亚特卡国土运输管理局总工程师。1983年至1986年，他担任苏联交通运输部高尔基地区运输协会“Gorkiyavtotrans”的负责人。1986年至1990年任俄罗斯联邦交通部副部长。1990年9月8日任交通运输部部长。1996年，他卸任，成为俄罗斯联邦驻匈牙利贸易代表。当他达到退休年龄时，他离开了这个职位。2002年，他担任俄罗斯联邦工商会运输委员会主席。2011年，他当选为莫尔多维亚选区第6届国家杜马代表。2014年加入全俄人民阵线。2016年、2021年连续当选第7届、第8届国家杜马议员。

## 制裁
他是美国财政部于2022年3月24日因2022年俄乌战争而受到制裁的国家杜马成员之一。出于同样的原因，他也招到英国政府的制裁。